# Quaqua mammillaris
Quaqua mammillaris är en oleanderväxtart som först beskrevs av Carl von Linné, och fick sitt nu gällande namn av P.V. Bruyns. Quaqua mammillaris ingår i släktet Quaqua och familjen oleanderväxter. Inga underarter finns listade i Catalogue of Life.